# いちびり
いちびりとは、近畿方言の名詞である。ふざけてはしゃぎまわること、あるいはふざけてはしゃぎまわる人（お調子者、目立ちたがり屋）。「調子に乗る」を意味する動詞「いちびる」が名詞化したものである。
市場のような活気あるやかましい様子の言葉－市振ることから、目立ちたがり屋やお調子者を揶揄する時に使われることが多い。また、人と違う変わったことをしている人を良い意味で褒める場合にも使われる。

## いちびり有名人（自称）
- 浜口順子 - はまじゅんのいちびりブログ[1]
- 福井栄一 - 著書『ぼくいちびり 上方写真帖』（プラネットジアース） ISBN 978-4893400260
- 桂枝雀（2代目） - 『笑わせて笑わせて桂枝雀』（上田文世著・淡交社） ISBN 978-4473019899

## 文例
- 「いちびってんと、ちゃんとせえよ」（ふざけて調子に乗っていないで、ちゃんとしろよ）
- 「お前はほんまにいちびりやな」（お前は本当にお調子者だな）
- 「あの人はなかなかのいちびりやで」（あの人はなかなか人と違う工夫ができる人だよ）
- 「いちびり癖があんねん」（すぐ調子に乗る癖があるんだ）